# Selway River
Der Selway River ist der etwa 160 km lange linke Quellfluss des Middle Fork Clearwater River im US-Bundesstaat Idaho. 

## Flusslauf
Der Selway River entspringt an der Ostflanke des Stripe Mountain (2744 m) in den Clearwater Mountains im Nordosten von Idaho. Von dort fließt er anfangs 100 km nach Norden. Die Bitterroot Mountains erheben sich östlich des Oberlaufs. Der Fluss fließt anfangs durch den Bitterroot National Forest, später durch den Nez Perce National Forest. Die Selway-Bitterroot Wilderness Area erstreckt sich über einen Teil des Einzugsgebietes. Der Moose Creek aus den Bitterroot Mountains mündet von Nordosten kommend in den Selway River. Dieser wendet sich anschließend nach Westen. Er vereinigt sich schließlich bei Lowell mit dem Lochsa River zum Middle Fork Clearwater River. Der gesamte Flusslauf wurde 1968 in das National Wild and Scenic River System aufgenommen. Ein Flussabschnitt am Oberlauf sowie einer am Mittellauf liegen in der Kategorie wild, die restlichen werden als recreational eingestuft.

## Hydrologie
Der Selway River entwässert ein Areal von 5210 km². Der mittlere Abfluss 12 km oberhalb der Mündung beträgt 93 m³/s. Der Fluss führt im Mai während der Schneeschmelze die größten Wassermengen mit im Mittel 377 m³/s.

## Freizeit
Zwischen White Cap Creek und Selway Falls befindet sich ein 75 km langer Flussabschnitt mit Stromschnellen bis zum Schwierigkeitsgrad IV. Insbesondere im Juni und Juli sind die Wasserverhältnisse des Selway River für Wildwasseraktivitäten geeignet.